# Spettro emozionale
Lo Spettro emozionale è un concetto immaginario all'interno dell'Universo DC, principalmente ritratto nei fumetti DC Comics di Lanterna Verde. Lo Spettro emozionale viene prevalentemente sfruttato come fonte di potere dalle varie organizzazioni che indossano un anello del potere.

## Origini
Secondo l'essere conosciuto come Indaco-1, l'Universo una volta era avvolto in un'oscurità senza fine, finché un giorno, una luce bianca splendente respinse il buio e illuminò l'Universo per 700 anni. Quindi l'oscurità tornò alla carica, e la luce bianca fu frammentata nei sette colori dello Spettro Emozionale. Ogni essere nato dalla luce ora contribuisce allo Spettro, il loro stato d'animo si aggiunge ad ogni rispettivo colore.

## Colori
Nell'universo DC, lo Spettro emozionale si divide nei sette colori dell'arcobaleno, cui ogni colore corrisponde ad uno stato emozionale: rabbia (rosso), avarizia (arancione), paura (giallo), volontà (verde), speranza (blu), compassione (indaco) e amore (viola). Le due emozioni agli estremi dello Spettro, rabbia e amore, hanno molto più effetto sui propri utilizzatori. Geoff Johns ha spiegato che la rabbia è un'emozione strettamente correlata all'istinto primario del bisogno di sopravvivenza. In un esempio di "o combatti, o combatti", la rabbia rappresenterebbe il combattimento. Johns spiegò anche che l'amore è l'emozione più pura, ma che è anche "potente e distorcente quanto la rabbia". Sebbene queste emozioni siano travolgenti, non sono negative se utilizzate correttamente. Mentre si descriveva l'interazione tra le diverse emozioni, Johns descrisse la volontà (emozione esattamente a metà dello Spettro) come l'abilità di mantenere controllo su queste emozioni e far crescere l'individuo come persona. La speranza incarna una qualità spirituale che emerge dalla consapevolezza, e (sempre secondo Johns) la compassione è un'emozione difficile da spiegare in quanto ne esiste davvero poca nella società di oggi.
Introdotto da Geoff Jhons ed Ethan Van Sciver nella miniserie del 2005 Green Lantern: Rebirth, lo Spettro emozionale divenne una componente fondamentale dei fumetti di Lanterna Verde. Sebbene originariamente solo le Lanterne Verdi utilizzassero lo Spettro, la formazione degli altri Corpi intorno agli altri sei colori venne esplorato nelle storie Sinestro Corps War e Blackest Night.
- Corpo delle Lanterne Rosse: con la loro origine introdotta tra gli elementi principali dei Five Inversions, questo Corpo prende i propri poteri dalla rabbia. Fecero il loro debutto durante la storia Final Crisis: Rage of The Red Lanterns, furono fondate dalla prima Lanterna Rossa, Atrocitus. Descritto come un "mostro" da Johns, molte Lanterne Rosse lo descrissero come irrazionale e animalesco.
- Agente Arancione: potenziato dall'avarizia, l'unico portatore della luce arancione è un personaggio di nome Larfleeze; Comparso in prevalenza nella storia intitolata "Agent Orange", fu rivelato che ha il potere di rubare l'identità degli esseri che uccide e di trasformarli in costrutti di luce arancione, facendo di loro il suo Corpo delle Lanterne Arancioni.
- Sinestro Corps: elementi delle storie Green Lantern: Rebirth e The Sinestro Corps War fecero di Sinestro ed il suo anello giallo della paura il prototipo per un gruppo più grande. Fu stabilito che il colore giallo era potenziato dalla paura, come naturale controparte dell'abilità delle Lanterne Verdi di superare le proprie paure.
- Corpo delle Lanterne Blu: Il primo anello blu del potere fu creato da Ganthet e Sayd alla fine della storia The Sinestro Corps War, dove si nota che l'emozione della speranza è la fonte di potere del colore blu. Una cosa interessante, è che le Lanterne Blu, da sole, sono capaci solamente delle abilità di volo e aura protettiva: solo la presenza di una Lanterna Verde attiva la piena estensione delle loro abilità, dato che la speranza non è nulla senza la volontà, tuttavia, quando questa condizione è soddisfatta, la speranza diventa la fonte d'energia più potente dello spettro emozionale e fornisce alla Lanterna Blu un potere superiore a qualsiasi altra lanterna.
- Tribù Indigo: debuttando in Blackest Night: Tales of The Corps n. 1, mostrarono l'abilità di ridirigere le abilità degli altri Corpi. Come raccontato dai loro leader, la Tribù Indigo scelse di abbandonare le loro identità individuali e di vivere come un'entità, la cui guida prese il nome di Indigo-1. Alimentata dalla compassione, Indigo-1 rivelò la debolezza delle Lanterne Nere: la luce bianca ottenibile dalla mescolanza di tutti e sette i Corpi.
- Star Sapphires: le Star Sapphires sono un Corpo basato sull'omonima nemica ricorrente di Lanterna Verde. Formatosi dopo il Sinestro Corps, in Mystery of The Star Sapphires è descritto come le Zamarons crearono batterie e anelli del potere alimentati dall'amore. In Blackest Night: Tales of The Corps n. 2, l'ex Star Sapphire Carol Ferris, fu invitata ad unirsi alle Star Sapphire in qualità di leader del Corpo.

## Entità emozionali
Le entità emozionali sono un piccolo pantheon di creature, all'interno dell'Universo DC, che sono le incarnazioni delle emozioni all'interno dello Spettro Emozionale. 
Esse sono:
- Parallax - paura
- Ion - forza di volontà
- Predatore - amore
- Ofide - avarizia
- Adara - speranza
- Proselito - compassione
- Massacratore - rabbia

Sebbene il Corpo delle Lanterne Nere sia potenziato dalla Morte piuttosto che da un colore dello Spettro Emozionale, in Green Lantern n. 43 si scopre che il loro capo, Mano Nera, è simile ad una di queste entità. John dichiarò che tutti i Corpi possedevano un'entità emozionale, e rivelò anche che persino Larfleeze (sebben fosse da solo) ne aveva una. Questa viveva nella sua batteria del potere e parlò ad Hal Jordan quando questi fu temporaneamente sopraffatto dal potere della luce arancione in Green Lantern n. 42. L'entità emozionale che incarna il potere della luce bianca invece prende il nome di Entità.

### Parallax
Parallax è l'incarnazione della Paura ed è connesso alla luce gialla dello Spettro Emozionale. La sua forma è simile a quella di un insetto. In Green Lantern: Rebirth n. 3, Parallax fu descritto come un essere di paura vivente nato all'alba della stessa sensibilità. Parallax infuse paura e paranoia in tutte le civiltà che incontrò, minacciando di intrappolare l'intero universo in un cerchio di paura e violenza; per scongiurare questa possibilità, i Guardiani lo intrappolarono, dopo averlo ridotto in uno stadio letargico, all'interno della Grande Batteria del Potere Centrale su Oa. La sua presenza all'interno della Batteria causò la cosiddetta "impurità gialla" che rendeva gli anelli del Corpo delle Lanterne Verdi inutili contro il colore giallo.
Durante la saga Emerald Twilight, Hal Jordan, furioso per la totale distruzione di Coast City, farà rotta verso Oa allo scopo di assorbire il potere della Batteria Centrale, convinto che ciò gli consentirà di riportare indietro la città ed i suoi abitanti; giunto su Oa dopo aver affrontato i più valorosi membri del Corpo (compresi i suoi vecchi maestri Kilowog e Sinestro), Jordan, ormai completamente folle per la rabbia e la disperazione, entrerà nella Batteria, assorbendone il potere e distruggendola; quest'atto consentì tuttavia a Parallax di risvegliarsi dal letargo e di prendere possesso della mente e del corpo di Hal Jordan, amplificandone enormemente il potere e rendendolo, di fatto, una minaccia enorme per la sopravvivenza dell'intero Universo.
Nonostante il possesso da parte di Parallax, l'aspetto positivo della personalità di Hal Jordan risorse periodicamente, portandolo ad utilizzare i poteri di Parallax per riaccendere il sole durante il crossover The Final Night; apparentemente morto nell'impresa, Jordan verrà richiamato dal Purgatorio per poter aiutare gli Eroi della Terra a fermare l'angelo caduto Asmodeus, determinato a trasportare l'Inferno sulla Terra durante la saga "Il Giorno del Giudizio; per poter sconfiggere il potentissimo avversario, l'anima infetta di Jordan si legò con lo Spettro, che dopo una lunghissima lotta, riuscirà ad espellere Parallax dal corpo di Jordan. Ganthet guidò l'anima di Jordan di nuovo nel suo corpo, preservato dal Guardiano dopo il sacrificio di Hal per riaccendere il sole. Alla conclusione di Green Lantern: Rebirth, Jordan, Kyle Rayner, John Stewart e Guy Gardner combatterono Parallax, unitosi nel frattempo a Ganthet e lo riconfinarono nuovamente nella Batteria del Potere Centrale. Dopo la sconfitta della creatura in Rebirth, la Lanterna Verde, ora con l'esperienza, riuscì da lì in poi a superare la debolezza gialla riconoscendo la paura dietro di essa, e affrontandola.
All'inizio dell'evento Sinestro Corps War, Parallax fu liberato da Oa dai Sinestro Corps, che trasferirono la creatura nella Batteria del Potere Centrale nell'universo anti-materiale di Qward solo per fargli impossessare Kyle Rayner quando questi fu diviso dall'entità di Ion. Rayner verrà liberato dal Parassita Giallo dall'intervento congiunto delle altre Lanterne Terrestri che quindi lo rinchiuderanno nelle loro Batterie del Potere, frazionandone l'essenza.
Nel corso de La notte più profonda, Parallax farà il suo ritorno in grande stile, nel corso della battaglia tra i leader dei Sette Corpi e lo Spettro, ridotto ad una Lanterna Nera ed apparentemente invincibile; Hal Jordan ipotizzò che lo Spettro avesse paura di Parallax, ricordando come, al momento della sua liberazione, questi, trovandoselo dinanzi, preferì fuggire piuttosto che affrontarlo. Forte di questa convinzione, Jordan richiama le quattro batterie del potere e, dopo aver discusso con Carol e Sinestro su chi debba unirsi alla creatura, la libera, fondendosi con essa per la seconda volta. L'ipotesi si rivela fondata e Parallax sbaraglia facilmente l'avversario, sottraendolo al giogo dell'Anello Nero e liberando il vero Spirito della Vendetta. Separatosi da Jordan una volta concluso lo scontro, Parallax scompare nel nulla, richiamato da una forza ignota.
Durante l'evento Nel giorno più splendente vediamo Parallax, ammansito, incatenato ad un monolite contrassegnato dal simbolo della Paura, osservato da un misterioso personaggio, che sembra in grado di controllarlo completamente. Questi si rivelerà essere Krona, il Guardiano Rinnegato, che non esiterà a scatenarlo contro Hal Jordan e Barry Allen; Parallax sfrutterà le paure di quest'ultimo per unirsi a lui ed impegnare Jordan in uno scontro durissimo, conclusosi senza un vincitore; la creatura verrà infatti richiamata da Krona, che la condurrà su Oa assieme alle altre sei.
Nel corso de "La guerra delle Lanterne Verdi", Krona consumerà la sua vendetta contro i sei Guardiani dell'Universo, colpevoli ai suoi occhi di averlo tradito e rinnegato, facendo possedere ognuno di loro da una delle Entità e rinchiudendo Parallax nella Batteria Centrale, ripristinando l'impurità gialla e causando così la corruzione degli Anelli Verdi, che adesso non obbediscono più alla volontà del loro portatore, ma solo a quella di Krona. Liberato dall'azione congiunta delle quattro Lanterne terrestri, prenderà parte alla battaglia finale contro il Corpo delle Lanterne Verdi; con la morte di Krona, Parallax è di nuovo libero.

### Ion
Ion è l'Entità della volontà ed è connesso alla luce verde dello Spettro Emozionale. La sua forma è simile a quella di un enorme cetaceo marino verde. Rappresentando la stabilità della volontà, Ion serve come supporto per il suo ospite, fornendogli un'enorme quantità di potere in cambio della sua volontà, in netto contrasto con Parallax, che, al contrario, domina totalmente il suo ospite, controllandolo per portare paura negli altri. Ion fece la sua comparsa durante Sinestro Corps War, in cui venne mostrata per la prima volta anche la sua forma, precisamente quando fu rimosso da Kyle Rayner. L'entità stessa possiede parecchie caratteristiche fisiche emulate dai Guardiani e il loro Corpo. L'insegna dei Guardiani compare in un pattern sul dorso della creatura. Ion possiede anche un pesce monaco come appendice che termina con una lanterna come richiamo.
Dopo essere stata separata da Kyle Rayner, l'Entità fu tenuta prigioniera su Qward e sottoposta ad esperimenti dall'Anti-Monitor. Tratta in salvo dalle Lanterne Perdute, fece ritorno dai Guardiani di Oa che la fusero con Sodam Yat al fine di creare un'"arma finale" da utilizzare contro Superboy-Prime. I due si batterono sulla Terra durante lo scontro finale tra le Lanterne Verdi ed il Corpo di Sinestro, e Yat fu duramente sconfitto, riuscendo a stento a sopravvivere. Successivamente, verrà aiutato da Rayner a comprendere come sfruttare al meglio la potenza di Ion; affrontò prima Nero, riuscendo a sbaragliarne i costrutti grazie al potere dell'Entità Verde, quindi si recò, assieme alla Lanterna Arisia sul suo pianeta natale Daxam per liberarlo dal giogo di Mongul autoproclamatosi nuovo leader del Corpo di Sinestro; grazie ad Ion, Sodam si sacrificherà, unendosi al sole di Daxam e trasformandolo da rosso a giallo, facendo così in modo di fornire agli abitanti del suo mondo poteri analoghi a quelli di Superman, cosa che li renderà in grado di scacciare agevolmente l'invasore.
Nel corso de "Il Giorno più Splendente", Krona separerà Sodam da Ion, conducendo con sé l'Entità allo scopo di usarla come strumento di vendetta contro i Guardiani.
Durante "La Guerra delle Lanterne Verdi", Krona, giunto su OA a cospetto dei Guardiani, farà in modo che l'Entità, ormai sotto il suo totale controllo, si unisca ad uno di loro. Tornerà libero grazie alla morte di Krona, dopo aver combattuto contro l'Intero Corpo delle Lanterne Verdi.

### Il Predatore
Il Predatore è l'Entità dell'Amore, connesso alla luce viola dello Spettro Emozionale. Nella continuità precedente, un essere di proiezione energetica chiamato Il Predatore fu presentato come una componente della personalità di Carol Ferris, che agiva come animo mascolino complementare all'anima femminile della Star Sapphire. Caduta nella disperazione dopo aver appreso della morte di Hal Jordan, incarnò il Predatore in un individuo completamente nuovo con tutte le qualità ideali che lei cercava in un uomo.
Nel corso della gestione di Geoff Johns (Green Lantern, Vol. 4, n. 43), Scar indicò che le Star Sapphire avevano accesso ad un'entità emozionale che incarnava l'amore, denominandola "Il Predatore"; questa creatura rappresenta l'incarnazione del primo sentimento amoroso provato all'alba dell'esistenza, ed è simile a un drago con sei zampe, tenuto sotto controllo grazie al potere della Batteria Centrale Viola. La creatura viene liberata durante gli eventi narrati ne "La Notte Più Profonda": nel corso dell'attacco portato a Zamaron dalle Lanterne Nere, queste distruggono completamente la Batteria, eliminandone il cuore (costituito dai corpi cristallizzati di Khufu e Chay-Ara, prime incarnazioni di Hawkman ed Hawkgirl, riportati in vita dall'Anello Nero), unico freno alla fuga dell'Entità, ora libera e alla ricerca di un ospite da abitare.
Conclusa la guerra contro le Lanterne Nere, Carol Ferris, in qualità di Zaffiro Stellare, si metterà alla sua ricerca, rintracciandolo a Las Vegas; la creatura ha, nel frattempo, preso il controllo di Abraham Pointe, uno stalker ossessionato da Lisa, cameriera di uno dei casinò, della quale pretende l'amore pur conoscendone soltanto il nome; aiutata da Hal Jordan e Larfleeze, Carol riesce, dopo un duro scontro, a separare l'Entità da Pointe e riporta entrambi su Zamaron; qui si oppone alla decisione delle sue compagne di fare del Predatore la nuova fonte d'energia del Corpo, rinchiudendolo all'interno della Batteria Centrale; la sua idea trova concorde Agapo, regina delle Zamaron, che sacrifica la sua vita per ridare potere alla Batteria, cedendo a Carol il suo scettro. La nuova sovrana dovrà immediatamente unire le forze a quelle della creatura per difendere il regno dall'assalto della Regina Khea, madre di Hawkgirl, e dei suoi Uomini-Falco; durante la battaglia, il Predatore avverte l'amore per il potere assoluto di Khea e, disarcionata Carol, si unisce alla donna; questa, tuttavia, non è in grado di controllarlo completamente e finisce con l'esservi separata per poi venire sconfitta definitivamente da Hawkman ed Hawkgirl.
Durante "La Guerra delle Lanterne Verdi", il Predatore viene catturato e sottomesso da Krona, e condotto, assieme alle altre Entità su OA; qui viene unito ad uno dei Guardiani dell'Universo, e, in questa veste, affronterà prima Hal Jordan e Guy Gardner, quindi l'intero Corpo delle Lanterne Verdi; tornerà in libertà con la morte di Krona.

### Ofide
Entità dell'Avarizia, Ofide il Tentatore ha la forma di un serpente, sulla cui testa spicca il simbolo delle Lanterne Arancio; viene visto per la prima volta da Sinestro unito all'Entità della Vita, strisciare tra i rami di un albero accanto ad una mela; è possibile dunque che esso possa essere colui che tentò Eva nel Giardino dell'Eden, provocando il Peccato Originale. Ofide è segregato nella Lanterna di Larfleeze, l'Agente Arancione, l'unico essere dell'Universo che sia stato in grado di superarlo per avarizia, resistendo alle sue tentazioni e, dunque, sottomettendolo.
La sua prima apparizione è nella saga "Agente Arancio", quando la sua voce cerca di indurre in tentazione Hal Jordan che ha, brevemente, indossato l'anello arancione.
Durante "Il Giorno Più Splendente", Hal Jordan, in caccia delle Entità, si reca da Larfleeze per capire come fare ad intrappolarle; i due vengono attaccati da Hector Hammond, che, dopo una breve lotta, inghiotte la Batteria Arancione, liberando Ofide che, dopo aver preso possesso di lui, si scaglia contro il suo vecchio carceriere, allo scopo di vendicarsi; Jordan e Larfleeze riescono a sottrarsi al suo attacco ed Ofide, assecondando il suo ospite, parte in cerca di Carol Ferris, da sempre amata da Hammond. L'Entità verrà tuttavia sottomessa da Krona, che la userà come arma per sventare l'attacco congiunto di Saint Walker, Jordan, Carol, Atrocitus ed Indigo-1.
Successivamente, nel corso dell'evento "La Guerra delle Lanterne Verdi", Ofide, separato da Hammond, viene condotto su OA da Krona; fatto unire ad uno dei Guardiani, si batterà prima con Jordan e Gardner, quindi con il Corpo delle Lanterne Verdi, per poi ritrovare la libertà una volta morto Krona.

### Adara
Entità della Speranza, Adara nacque quando la prima preghiera di un essere senziente si innalzò al cielo; ha l'aspetto di un uccello tricefalo.
Durante la saga "Il Giorno più Splendente" essa giunge sulla Terra per unirsi a Nicole Morrison, una ragazzina rapita che aveva avuto la forza di perdonare il suo sequestratore, ma viene strappata alla sua ospite e sottomessa da Krona.
Successivamente questi, ne "La Guerra delle Lanterne Verdi", la condurrà su OA per poi unirla ad uno dei Guardiani. Assieme al suo ospite, Adara fronteggerà Jordan e Gardner, quindi l'intero Corpo delle Lanterne Verdi, tornando libera una volta morto Krona.

### Proselito
Entità connessa alla Luce Indaco della Compassione, Proselito nacque all'alba dei tempi, assieme al primo atto compassionevole compiuto; ha l'aspetto di un cefalopode, con quattro grandi tentacoli e con la parte interna del corpo contrassegnata da aperture lucenti che richiamano il simbolo della Tribù Indaco.
Appare per la prima volta nella saga "Il Giorno più Splendente", quando alcuni membri della Tribù Indaco (tra cui Indigo-1, Munk e Mano Nera) giungono sulla Terra alla ricerca di qualcuno che possa ospitarlo; la scelta ricade Shane Thompson, un infermiere che, anche in punto di morte perché vittima di un incidente stradale, è concentrato sulla sopravvivenza dei pazienti piuttosto che sulla propria. Dopo aver affrontato senza successo il Guardiano Rinnegato Krona, Proselito verrà strappato dal corpo di Thompson e sottomesso.
Condotto da Krona su OA durante "La Guerra delle Lanterne Verdi", l'Entità si unirà ad uno dei Guardiani e prenderà parte alla battaglia, prima scontrandosi con Jordan e Gardner poi con il Corpo delle Lanterne Verdi. Torna libero grazie alla morte di Krona.

### Massacratore
Entità della Rabbia, Massacratore nacque grazie alla furia provata, all'alba dei tempi, dal primo omicida; ha l'aspetto di un rosso toro demoniaco, le cui corna richiamano la forma del simbolo delle Lanterne Rosse. Viene menzionato per la prima volta durante "La Notte Più Profonda", quando lo Spettro, sottratto al controllo dell'Anello Nero, afferma rivolgendosi ad Atrocitus di essere l'espressione della collera divina ma di conoscere e di aver affrontato la Rossa Entità della Rabbia.
Massacratore arriva sulla Terra in cerca di un ospite durante la saga "Il Giorno più Splendente", lasciando al suo passaggio una scia di morte e devastazione; sulle sue tracce si mettono prima lo Spettro, allo scopo di scacciarlo dalla Terra, quindi Atrocitus; l'Entità nel frattempo, individua il suo ospite in James Kym, un uomo sconvolto dalla rabbia, intento ad assistere alla condanna a morte dell'assassino di sua figlia; impossessatosi di lui, il Massacratore esegue brutalmente la condanna a morte, quindi si predispone ad affrontare lo Spettro, vanamente intromessosi nel tentativo di fermarlo, che avrà la meglio solo grazie all'aiuto di Atrocitus, che rinchiude l'Entità nella sua Lanterna. La sua prigionia sarà di breve durata: verrà infatti liberato e sottomesso da Krona.
Durante "La Guerra delle Lanterne Verdi", il Massacratore, sotto il controllo di Krona, si unirà ad Herupa, uno dei Guardiani dell'Universo e sarà parte attiva nella battaglia, scontrandosi prima con Jordan e Gardner, poi con il Corpo delle Lanterne Verdi al completo. Riacquista la libertà con la morte di Krona.

## Altri che toccano lo Spettro Emozionale

### Rainbow Girl
Un personaggio comparso in Adventure Comics, Rainbow Girl, portava i poteri dello Spettro Emozionale. Riuscì ad ottenere l'energia dei colori verde, rosso e blu quando lei e i membri della Legione degli Eroi Sostituti vennero in aiuto di Superman e della Legione dei Supereroi contro la xenofobica Justice League of Earth. Fu capace anche di creare un campo di feromone, che la circondò in una luce colorata somigliante all'arcobaleno, dandole una personalità irresistibile per chiunque. Johns affermò che Rainbow Girl non comprendeva a pieno i suoi poteri e che li utilizzava più che altro per divertimento.